# Liga ACB 2003-2004
La Liga ACB 2003-2004 è stata la 48ª edizione del massimo campionato spagnolo di pallacanestro maschile.
Il torneo si compone di diciotto formazioni, che si affrontano in un unico girone all'italiana con partite di andata e ritorno. Le prime otto si qualificano per i play-off per il titolo nazionale, disputati al meglio delle cinque gare con la prima e la terza e la quinta in casa della meglio classificata al termine della stagione regolare. Le ultime due retrocedono in Liga LEB.
Il Winterthur FC Barcelona, secondo al termine della stagione regolare, vince il suo quattordicesimo titolo nazionale in finale dei play-off sull'Adecco Estudiantes, quarto dopo le trentaquattro giornate.

## Risultati

### Stagione regolare
|     | Squadra                   | G  | V  | P  | PF    | PS    | Pt. | Qualificazione    |
| --- | ------------------------- | -- | -- | -- | ----- | ----- | --- | ----------------- |
| 1.  | TAU Cerámica              | 34 | 28 | 6  | 2.964 | 2.668 | 62  | playoffs          |
| 2.  | FC Barcelona              | 34 | 23 | 11 | 2.606 | 2.462 | 57  | playoffs          |
| 3.  | Pamesa Valencia           | 34 | 23 | 11 | 2.841 | 2.659 | 57  | playoffs          |
| 4.  | Adecco Estudiantes        | 34 | 20 | 14 | 2.750 | 2.642 | 54  | playoffs          |
| 5.  | Real Madrid               | 34 | 20 | 14 | 2.846 | 2.727 | 54  | playoffs          |
| 6.  | Unicaja Málaga            | 34 | 20 | 14 | 2.621 | 2.623 | 54  | playoffs          |
| 7.  | Auna Gran Canaria         | 34 | 17 | 17 | 2.551 | 2.529 | 51  | playoffs          |
| 8.  | DKV Joventut              | 34 | 16 | 18 | 2.829 | 2.759 | 50  | playoffs          |
| 9.  | Ricoh Manresa             | 34 | 16 | 18 | 2.707 | 2.697 | 50  |                   |
| 10. | Unelco Tenerife           | 34 | 16 | 18 | 2.651 | 2.715 | 50  |                   |
| 11. | Fórum Valladolid          | 34 | 16 | 18 | 2.798 | 2.844 | 50  |                   |
| 12. | Caja San Fernando         | 34 | 15 | 19 | 2.708 | 2.684 | 49  |                   |
| 13. | Casademont Girona         | 34 | 15 | 19 | 2.735 | 2.785 | 49  |                   |
| 14. | Etosa Alicante            | 34 | 14 | 20 | 2.558 | 2.633 | 48  |                   |
| 15. | Leche Río Breogán         | 34 | 14 | 20 | 2.714 | 2.818 | 48  |                   |
| 16. | Caprabo Lleida            | 34 | 13 | 21 | 2.673 | 2.790 | 47  |                   |
| 17. | Jabones Pardo Fuenlabrada | 34 | 13 | 21 | 2.704 | 2.932 | 47  | retrocesse in LEB |
| 18. | Polaris World Murcia      | 34 | 7  | 27 | 2.565 | 2.854 | 41  | retrocesse in LEB |

## Playoff
|  | Quarti di finale | Quarti di finale  | Quarti di finale |            |             | Semifinali     | Semifinali | Semifinali |  |  | Finali | Finali      | Finali |
|  |                  |                   |                  |            |             |                |            |            |  |  |        |             |        |
|  | 1.               | Saski Baskonia    | 3                |            |             |                |            |            |  |  |        |             |        |
|  | 8.               | Joventut Badalona | 0                |            |             |                |            |            |  |  |        |             |        |
|  | 8.               | Joventut Badalona | 0                |            | 1.          | Saski Baskonia | 2          |            |  |  |        |             |        |
|  |                  |                   |                  |            | 1.          | Saski Baskonia | 2          |            |  |  |        |             |        |
|  |                  | 4.                | Estudiantes      | 3          |             |                |            |            |  |  |        |             |        |
|  | 4.               | 4.                | Estudiantes      | 3          | Estudiantes | 3              |            |            |  |  |        |             |        |
|  | 4.               |                   |                  |            | Estudiantes | 3              |            |            |  |  |        |             |        |
|  | 5.               | Real Madrid       | 1                |            |             |                |            |            |  |  |        |             |        |
|  |                  |                   |                  |            |             |                |            |            |  |  | 4.     | Estudiantes | 2      |
|  |                  |                   | 2.               | Barcellona | 3           |                |            |            |  |  |        |             |        |
|  | 2.               | Barcellona        | 3                |            |             |                |            |            |  |  |        |             |        |
|  | 7.               | Gran Canaria      | 1                |            |             |                |            |            |  |  |        |             |        |
|  | 7.               | Gran Canaria      | 1                |            | 2.          | Barcellona     | 3          |            |  |  |        |             |        |
|  |                  |                   |                  |            | 2.          | Barcellona     | 3          |            |  |  |        |             |        |
|  |                  | 6.                | Málaga           | 0          |             |                |            |            |  |  |        |             |        |
|  | 3.               | 6.                | Málaga           | 0          | Valencia    | 2              |            |            |  |  |        |             |        |
|  | 3.               |                   |                  |            | Valencia    | 2              |            |            |  |  |        |             |        |
|  | 6.               | Málaga            | 3                |            |             |                |            |            |  |  |        |             |        |

| Liga ACB 2003-2004    |
| --------------------- |
| Barcellona 14º titolo |

## Formazione vincitrice
| N° | Naz.                          | Ruolo | Sportivo             |  | Alt. |  |
| -- | ----------------------------- | ----- | -------------------- |  | ---- |  |
| 5  | Spagna (bandiera)             | P     | Nacho Rodríguez      |  | 186  |  |
| 6  | Macedonia del Nord (bandiera) | P     | Vlado Ilievski       |  | 188  |  |
| 7  | Italia (bandiera)             | AG    | Gregor Fučka         |  | 215  |  |
| 8  | Germania (bandiera)           | C     | Patrick Femerling    |  | 215  |  |
| 9  | Spagna (bandiera)             | AP    | César Bravo          |  | 200  |  |
| 9  | Danimarca (bandiera)          | A     | Christian Drejer     |  | 206  |  |
| 10 | Jugoslavia (bandiera)         | AP    | Dejan Bodiroga       |  | 205  |  |
| 11 | Spagna (bandiera)             | G     | Juan Carlos Navarro  |  | 192  |  |
| 12 | Spagna (bandiera)             | C     | Roberto Dueñas       |  | 221  |  |
| 14 | Spagna (bandiera)             | AP    | Rodrigo de la Fuente |  | 200  |  |
| 17 | Brasile (bandiera)            | C     | Anderson Varejão     |  | 211  |  |
| 22 | Paesi Bassi (bandiera)        | C     | Remon van de Hare    |  | 220  |  |
| 32 | Spagna (bandiera)             | P     | Víctor Sada          |  | 192  |  |
| 33 | Spagna (bandiera)             | C     | Marc Gasol           |  | 216  |  |
| 44 | Spagna (bandiera)             | G     | Roger Grimau         |  | 196  |  |
|    | Jugoslavia (bandiera)         | All.  | Svetislav Pešić      |  |      |  |

## Premi e riconoscimenti
- Liga ACB MVP:  Andrés Nocioni, TAU Cerámica
- Liga ACB MVP finali:  Dejan Bodiroga, FC Barcelona
- Quintetto ideale:
  -  Elmer Bennett, Real Madrid
  -  Dejan Bodiroga, FC Barcelona
  -  Andrés Nocioni, TAU Cerámica
  -  Lou Roe, Etosa Alicante
  -  Luis Scola, TAU Cerámica